# Las Suertes (métro de Madrid)
Las Suertes est une station de la ligne 1 du métro de Madrid. Elle est située sous l'intersection entre l'avenue de l'Ensanche de Vallecas et la rue Cañada del Santísimo, dans le quartier madrilène de l'Ensanche de Vallecas, dans l'arrondissement de Villa de Vallecas.

## Situation sur le réseau

Plan du réseau.

Établie en souterrain, Las Suertes est une station de passage de la ligne 1. Elle est située entre la station La Gavia, en direction du terminus Pinar de Chamartín, et la station Valdecarros, terminus de la ligne,.
Les deux voies de la ligne sont encadrées par deux quais latéraux.

## Histoire
La station est mise en service le 16 mai 2007 lors de l'ouverture de la dernière section de la ligne 1 vers le sud-est jusqu'à Valdecarros. Elle doit son nom à l'avenue de Las Suertes qui est parallèle à celle de l'Ensanche de Vallecas.

## Services aux voyageurs

### Accès et accueil
L'accès à la station s'effectue par un édicule entièrement vitré de forme rectangulaire équipé d'escaliers, d'escaliers mécaniques et d'ascenseurs.

### Desserte

Installations et desserte
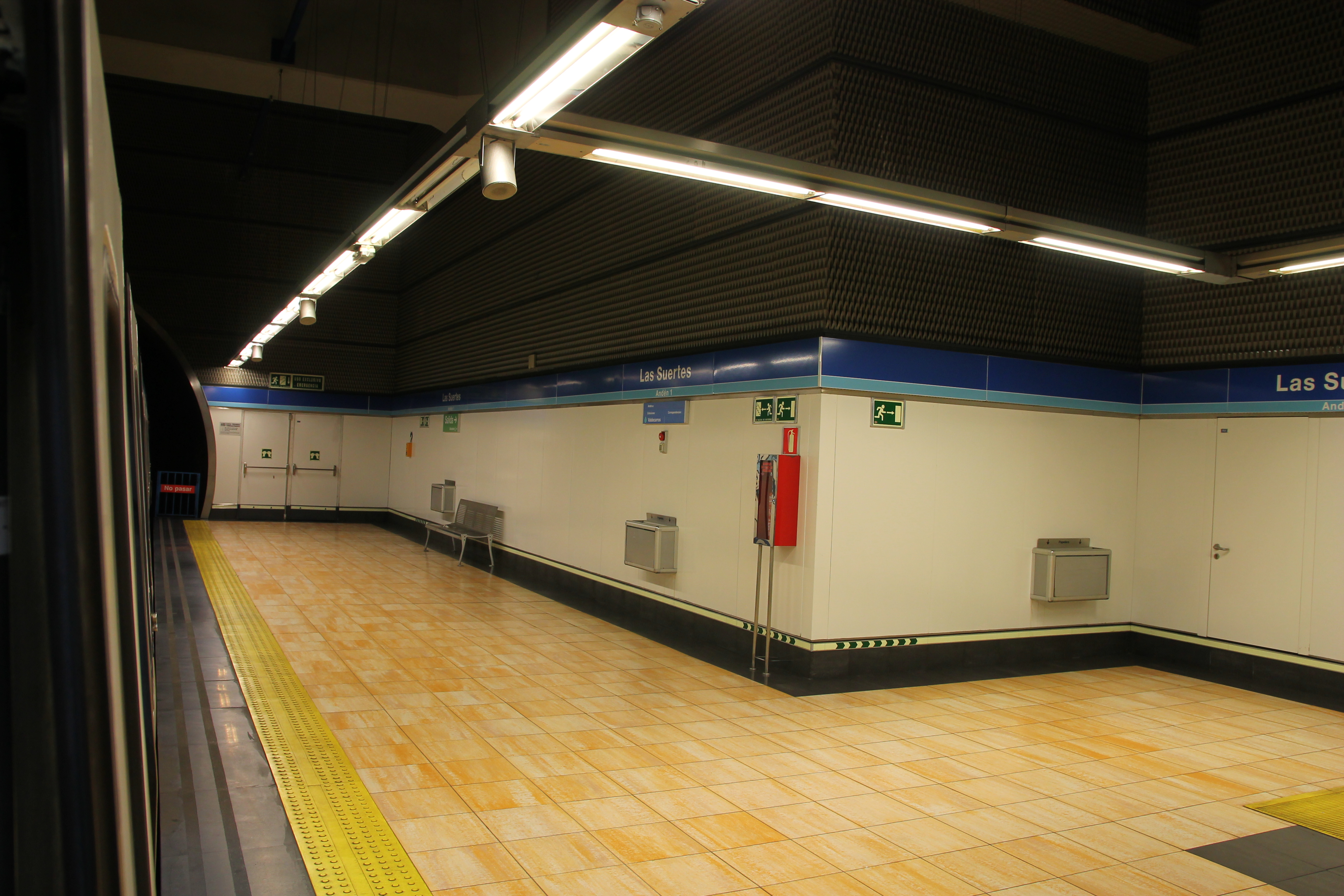
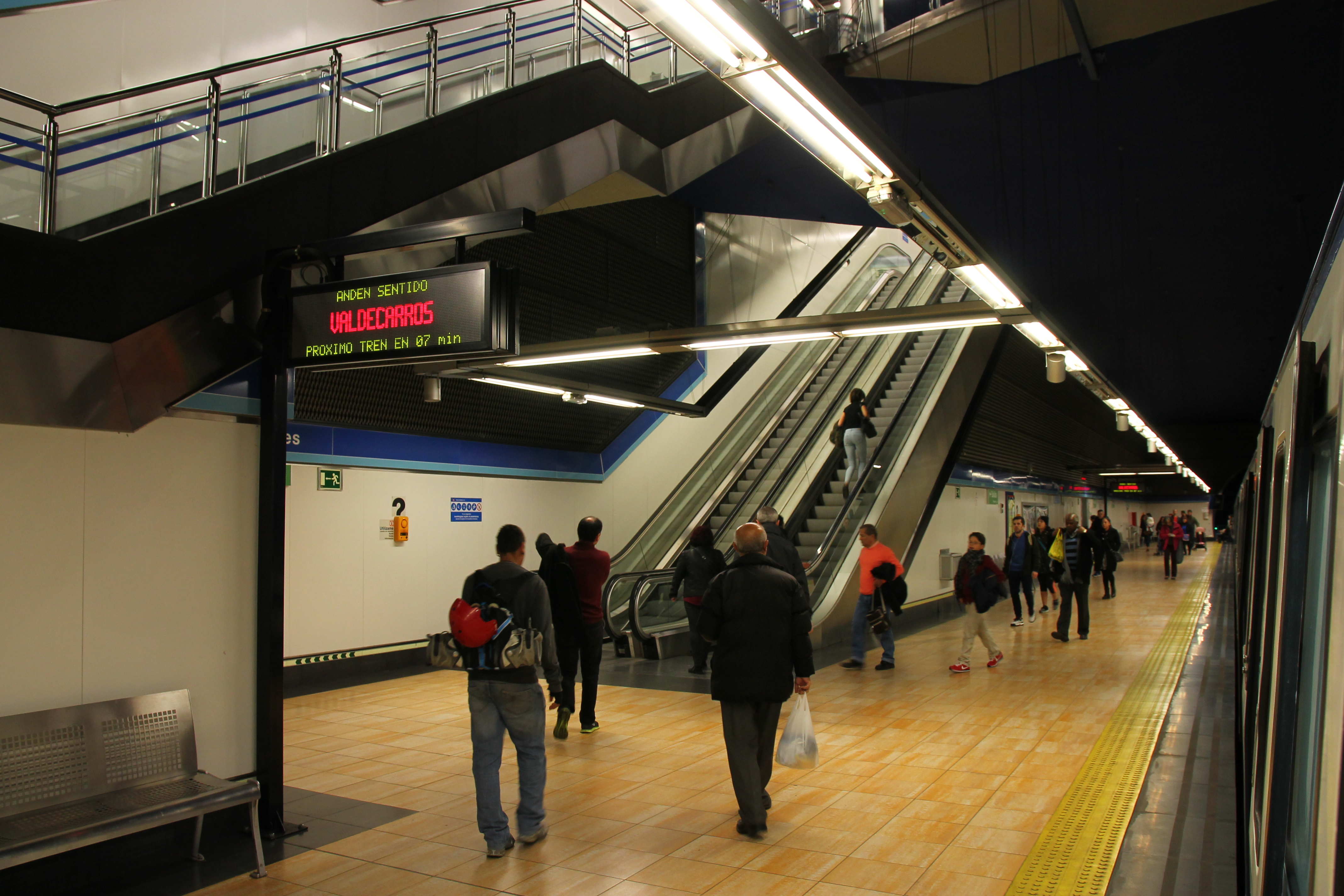

### Intermodalité
La station est en correspondance avec la ligne d'autobus n°145 du réseau EMT.

## À proximité
Le centre commercial La Gavia est situé à environ 500 m au nord de la station.